# Стена (журнал)
«Стена» — молодёжный информационно-аналитический популярный гуманитарный журнал. Основан в 2005 году. В 2009 году был признан лучшим молодёжным журналом Украины, который не только информирует, но и помогает развитию культуры и талантов.

## Специализация и тематика
Журнал «Стена» пишет на темы образования и статуса, музыки, кино и театра, делает обзор литературы, возвращает молодёжь к классическим произведениям, отдельным блоком размещаются работы молодых поэтов и писателей под грифом «Литературная революция».
Среди постоянных рубрик:
- Образование и статус
- Музыка без фальши
- Фабрика грез
- Театр
- Коллаж
- Литературная революция  (недоступная ссылка)
- Конкурсы

Имеет несколько приложений: газету «Работа для молодёжи» (распространяется бесплатно), газету «Лучшие курсы столицы», газету школы юнкоров журнала «Стена» — «Юный журналист», а также приложения, касающиеся выбора учебного заведения и популяризации рабочих и творческих специальностей в стране.

## Связанные проекты
Помимо журнала, запущено несколько интернет-проектов: сайт «Образование Украины», сайт для творческих детей и их родителей «Дети индиго», сайт Ассоциации исторической правды имени профессора Н. П. Ковальского, который раскрывает фальсификации в истории. Также командой журнала «Стена» был запущен проект для развития моторики у детей при помощи рисования и развивающих игр.
- Виртуальная школа юнкоров при журнале «Стена»[7]. По итогам обучения выдаётся сертификат журнала об окончании школы.
- В 2009 году был основан рейтинг ТОР 25[8] молодой украинской музыки.
- В начале 2010 года журналом «Стена» был запущен новый интернет-проект «Блогеры в образовании», который объединил более 30 000 блогов образовательной тематики по всему миру.

## Авторы, дебютировавшие в журнале
- Иван Ситников — писатель, сценарист, журналист. Лауреат премии им. В. П. Астафьева в номинации «Проза» (Россия).
- Нина Дьяченко (Украина) — писательница, пишущая в стиле триллера, гламура, пародии (юмора-стёба).
- Игорь Жук (Украина) — бард, писатель и поэт.
- Светлана Балагула (Украина-Германия) — поэт
- Натали Зеленоглазая (Украина-Россия) — поэт

## Интересные факты
- Журнал «Стена» — единственное СМИ, поддержавшее первый Международный фестиваль любительских театров «Vivus Fabula»[9]. «Стена» поддерживает движение любительских театров в СНГ.
- Журнал «Стена» организовал и провёл в 2009 году первый Форум детской и юношеской фантастики, на который съехались сотни детей-сирот и детей из общеобразовательных школ со всей Украины, и даже Израиля, Узбекистана и России[10].
- Журнал «Стена» организовал Всеукраинский конкурс «Молодёжь Украины против курения» среди студентов украинских вузов[11].
- 22 февраля 2010 года координатор Молодёжного журнала «Стена» Костылева Наталья стала лауреатом международной премии Yousmi web-journalism awards в номинации «лучшая статья» среди профессионалов.[источник не указан 5210 дней]